# Panobasan Lombang
Panobasan Lombang is een bestuurslaag in het regentschap Tapanuli Selatan van de provincie Noord-Sumatra, Indonesië. Panobasan Lombang telt 2645 inwoners (volkstelling 2010).